# Трудилово
Трудилово — деревня в Смоленском районе Смоленской области России. Входит в состав Пионерского сельского поселения. Население — 39 жителей (2010 год).
Расположена в западной части области в 11 км к юго-западу от Смоленска, в 10 км южнее автодороги А141 Орёл — Витебск, на берегу реки Мошны. В 17 км севернее деревни расположена железнодорожная станция Дачная-1 на линии Смоленск — Витебск.

## История
В годы Великой Отечественной войны деревня была оккупирована гитлеровскими войсками в июле 1941 года, освобождена в сентябре 1943 года.